# Killer (musikalbum)
För andra betydelser av Killer, se Killer.
Killer är rockbandet Alice Coopers fjärde studioalbum, släppt i november 1971. Albumet innehåller många låtar som blivit favoriter för många fans. Av titlarna på låtarna att döma kan man kanske tro att det handlar om sjuka skämt, men låtar som "Desperado" och "Dead Babies" har faktiskt allvar i botten.

## Låtlista
1. "Under My Wheels" (Michael Bruce/Dennis Dunaway/Bob Ezrin) - 2:50
2. "Be My Lover" (Michael Bruce) - 3:15
3. "Halo of Flies" (Michael Bruce/Glen Buxton/Alice Cooper/Dennis Dunaway/Neal Smith) - 8:21
4. "Desperado" (Michael Bruce/Alice Cooper) - 3:25
5. "You Drive Me Nervous" (Michael Bruce/Alice Cooper/Bob Ezrin) - 2:24
6. "Yeah, Yeah, Yeah" (Michael Bruce/Alice Cooper) - 3:33
7. "Dead Babies" (Michael Bruce/Glen Buxton/Alice Cooper/Dennis Dunaway/Neal Smith) - 5:40
8. "Killer" (Michael Bruce/Dennis Dunaway) - 7:07

## Medverkande
- Alice Cooper - sång
- Glen Buxton - gitarr
- Michael Bruce - gitarr, keyboard
- Dennis Dunaway - bas
- Neal Smith - trummor
- Rick Derringer - gitarr